# 1988 a sportban
1988 legfontosabb sporteseményei a következők voltak:
- Ayrton Senna nyeri a Formula–1-es világbajnokságot
- Steffi Graf teljesíti a Grand Slamet
- november 12–november 30. – A 28. nyílt és 13. női sakkolimpia Szalonikiben, amelyen a magyar női válogatott Polgár Zsuzsa, Polgár Judit, Mádl Ildikó, Polgár Zsófia összeállításban megnyeri a magyar női sakk történetének első olimpiai bajnoki címét.

## Események
- január 11–17. Műkorcsolya-Európa-bajnokság, Prága
- január 16–17. Női gyorskorcsolya-Európa-bajnokság, Kongsberg
- január 23–24. Férfi gyorskorcsolya-Európa-bajnokság, Hága
- február 6–7. Gyorskorcsolya-sprintvilágbajnokság, West Allis
- február 13–28. 1988. évi téli olimpiai játékok, Calgary
- február 24–28. Légfegyveres-Európa-bajnokság, Stavanger
- március 5–6. Fedett pályás atlétikai Európa-bajnokság, Budapest
- március 5–6. Férfi gyorskorcsolya-világbajnokság, Medeó
- március 5–6. Női sílövő-világbajnokság, Chamonix-Mont-Blanc
- március 11–13. Sírepülő-világbajnokság, Oberstdorf
- március 12–13. Női gyorskorcsolya-világbajnokság, Skien
- március 19–27. Asztalitenisz-Európa-bajnokság, Párizs
- március 21–26. Műkorcsolya-világbajnokság, Budapest
- március 26. Mezeifutó-világbajnokság, Auckland
- április 2–10. Vitorlázó-Európa-bajnokság, repülő hollandi osztály, Palma de Mallorca
- április 17–19. Szabadfogású birkózó-Európa-bajnokság, Manchester
- április 25. – május 15. Vuelta
- április 26–30. Súlyemelő-Európa-bajnokság, Cardiff
- május 7–14. Vitorlázó-Európa-bajnokság, soling osztály, Alassio
- május 13–15. Kötöttfogású birkózó-Európa-bajnokság, Kolbotn
- május 15–20. Teke-világbajnokság, Budapest
- május 19–22. Sportgimnasztika-Európa-bajnokság, Helsinki
- május 19–22. Cselgáncs-Európa-bajnokság, Pamplona
- május 23. – június 12. Giro d’Italia
- május 31. – június 5. Vitorlázó-Európa-bajnokság, Korsar osztály, Balatonfüred
- június 3–10. Vitorlázó-Európa-bajnokság, finn dingi osztály, Medemblik
- június 21–25. Labdarúgó-Európa-bajnokság, Köln, Stuttgart, Hannover, Düsseldorf, Frankfurt, Hamburg, Gelsenkirchen, München
- június 23. – július 3. Íjász-Európa-bajnokság, Luxembourg
- június 27. – július 10. Vitorlázó-Európa-bajnokság, 470-es osztály, Quiberon
- július 4–24. Tour de France
- július 10. Középtávú triatlon-Európa-bajnokság, Stein
- július 23–30. Vitorlázó-Európa-bajnokság, 420-as osztály, Agárd
- július 24. Kajak-kenu maratoni világbajnokság, Nottingham
- augusztus 2–7. Könnyűsúlyú evezős-világbajnokság, Milánó
- augusztus 3–7. Női öttusa-világbajnokság, Varsó
- augusztus 11–15. Lovastorna-világbajnokság, Ebreischdorf
- szeptember 2–4. Négyesfogathajtó-világbajnokság, Apelddorn
- szeptember 17. – október 2. 1988. évi nyári olimpiai játékok, Szöul
- október 22. Triatlon Ironman, Hawaii
- november 12–30. 28. nyílt és 13. női sakkolimpia, Szaloniki
- december 1–4. Sportakrobatika-világbajnokság, Antwerpen
- december 2–4. Női súlyemelő-világbajnokság, Jakarta
- Budapesten rendezték meg a műkorcsolya-világbajnokságot, nyertesei:

Férfi egyéni: Brian Boitano, Amerikai Egyesült Államok
Női egyéni: Katarina Witt, NDK
Páros: Jelena Valova / Oleg Vasziljev, Szovjetunió
Jégtánc: Natalja Besztyemjanova / Andrej Bukin, Szovjetunió

## Születések

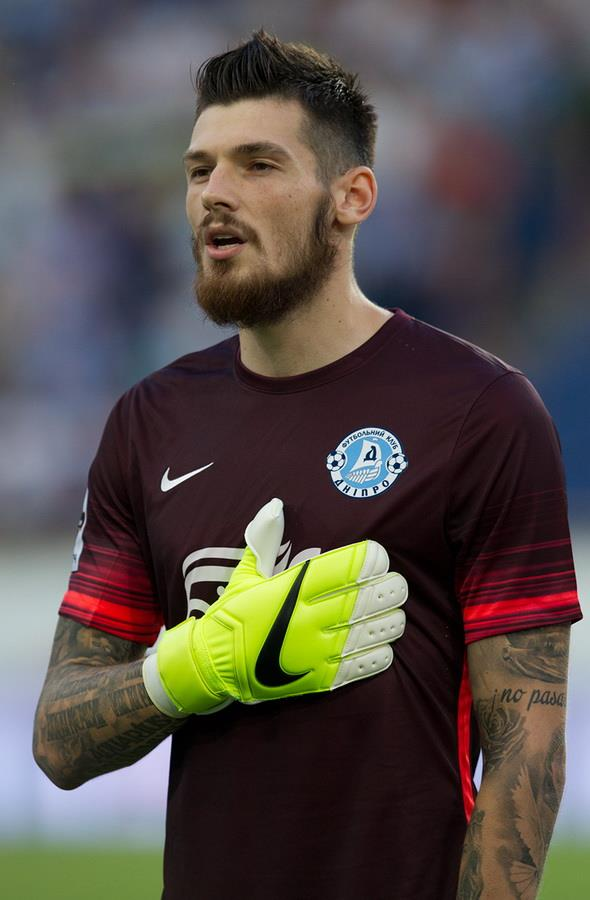
Denisz Bojko labdarúgó

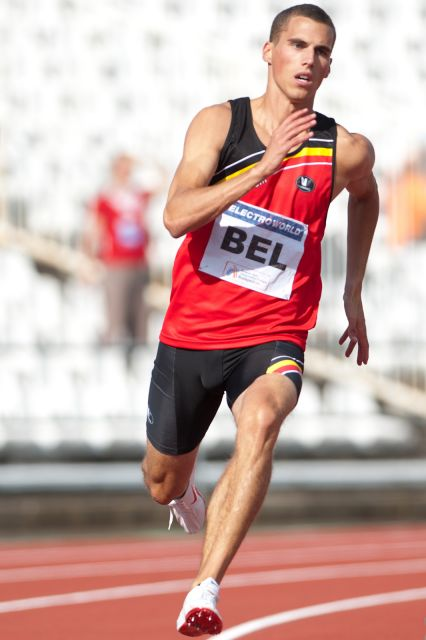
Kévin Borlée atléta

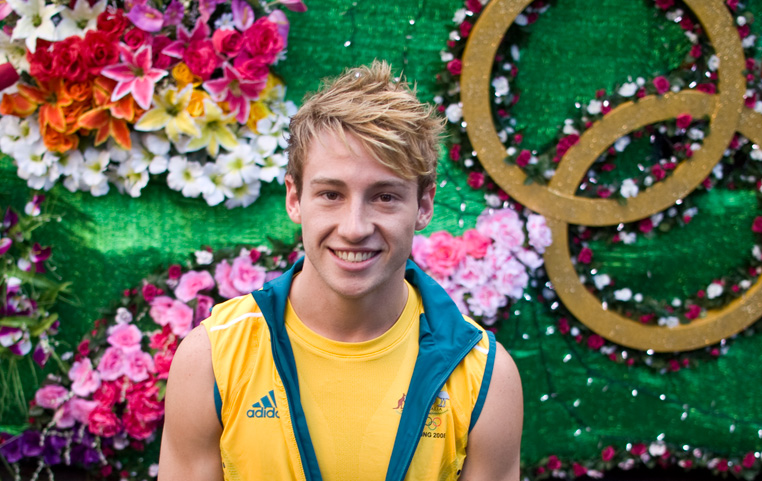
Matthew Mitcham műugró

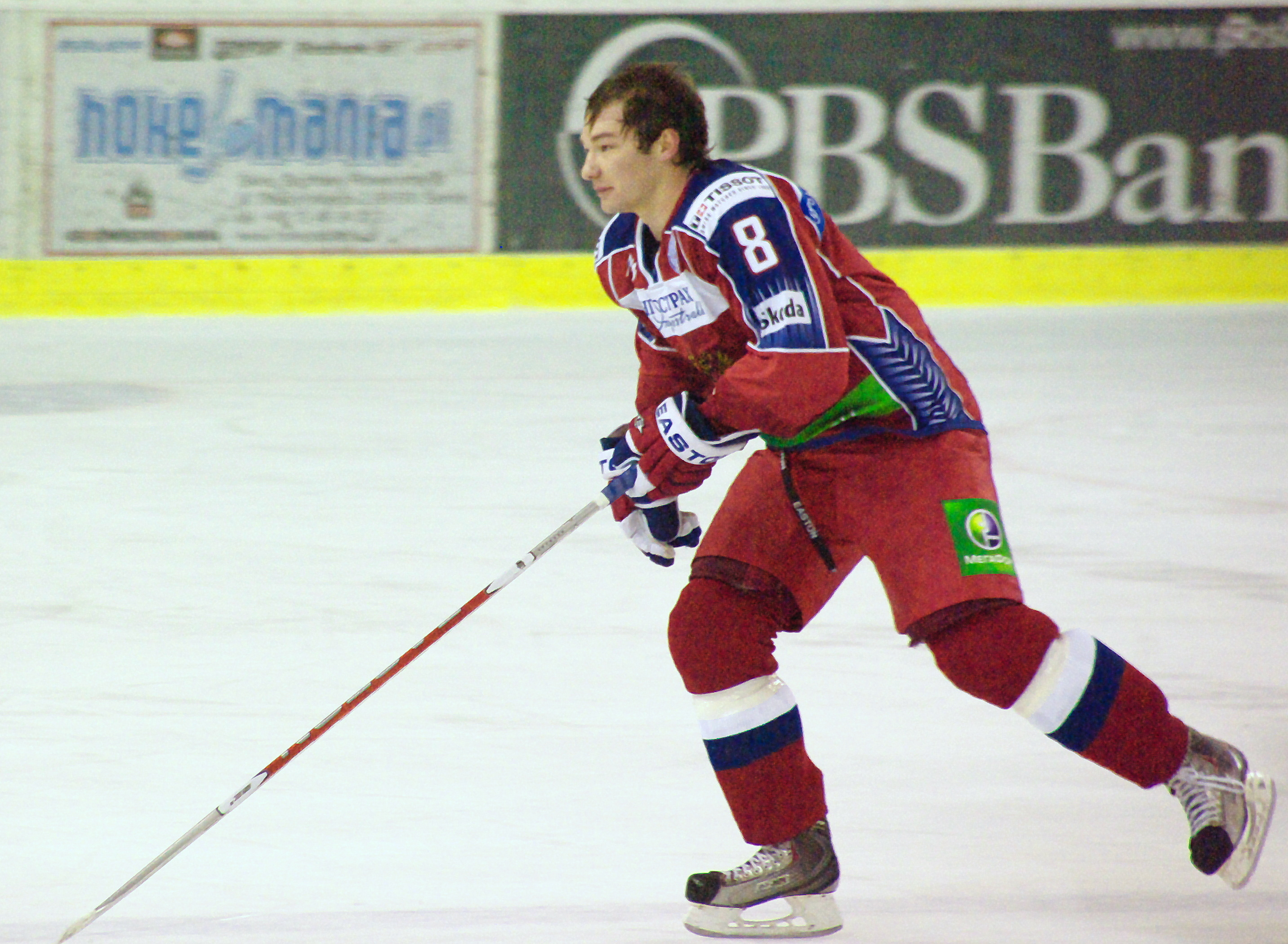
Marat Natfulovics Kalimulin jégkorongozó

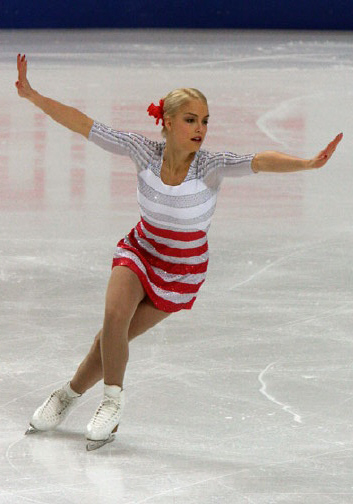
Kiira Korpi műkorcsolyázó

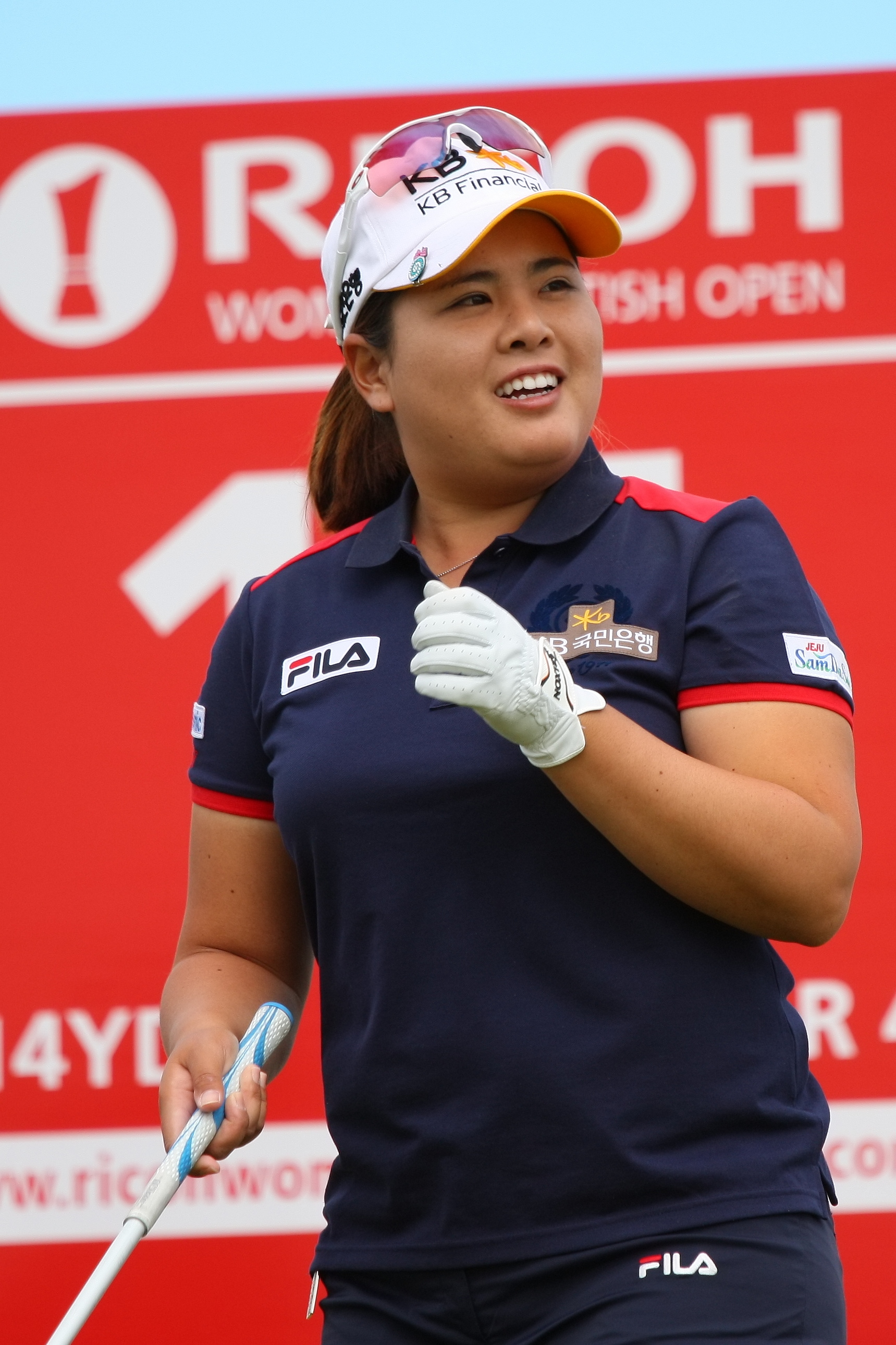
Pak Inbi golfjátékos

- január 2. – Vadim Vitalijevics Goluvcsov, orosz jégkorongozó
- január 5. – Luke Daniels, angol labdarúgó
- január 6. – Piotr Wyszomirski, lengyel válogatott kézilabdázókapus
- január 8.
  - Jevgenyij Alekszandrovics Bodrov, orosz jégkorongozó
  - Christophe Diedhiou, szenegáli válogatott labdarúgó
- január 10. – Miroslava Najdanovski, szerb úszónő
- január 14. – Kamil Wilczek, lengyel válogatott labdarúgó
- január 15. – Daniel Caligiuri, német labdarúgó
- január 16.
  - Nicklas Bendtner, dán válogatott labdarúgó
  - Vicente Iborra, Európa-liga-győztes spanyol labdarúgó
- január 17. – Albert Ramos, spanyol hivatásos teniszező
- január 18. – Angelique Kerber, német hivatásos teniszezőnő
- január 19.
  - Juhani Jasu, finn válogatott jégkorongozó
  - Kis Gergő, Európa-bajnok és világbajnoki bronzérmes magyar úszó
  - Mutina Ágnes, Európ-bajnok magyar úszónő, olimpikon
- január 20. – Arbey Mosquera Mina, kolumbiai labdarúgó
- január 21. – Marc Roca Barceló, spanyol válogatott vízilabdázó, olimpikon
- január 22. – Walter Rojas, venezuelai műugró
- január 25.
  - Johan Gastien, francia labdarúgó
  - Tatiana Golovin, francia teniszező
- január 26.
  - Anton Szergejevics Koroljev, orosz jégkorongozó
  - Sassá, brazil labdarúgó
  - Szilágyi Péter, magyar labdarúgó
- január 29. – Denisz Olekszandrovics Bojko, ukrán válogatott labdarúgó
- február 1. – Teng Cse-vej, világbajnoki ezüstérmes és Ázsia-bajnoki bronzérmes kínai szabadfogású birkózó, olimpikon
- február 7.
  - Magnus Jøndal, világbajnoki ezüstérmes norvég válogatott kézilabdázó
  - Kovács Zsófia, világbajnoki bronzérmes magyar triatlonista, olimpikon
- február 8. – Renato Augusto, olimpiai bajnok brazil válogatott labdarúgó
- február 12.
  - Sztanyiszlav Rajszovics Galimov, orosz jégkorongozó
  - Nicolás Otamendi, világbajnok, Copa América- és Európa-liga-győztes argetnin válogatott labdarúgó
  - Daniela Sofronie, román tornásznő
- február 13.
  - Dimitrij Jurjevics Szajusztov, orosz jégkorongozó
  - Kovács Norbert, magyar úszó, olimpikon
- február 14. – Alessio Bisori, olasz kézilabdázó († 2012)
- február 15. – Papu Gómez, U20-as világbajnok, Copa América-, Copa Sudamericana- és Európa-liga-győztes argentin válogatott labdarúgó
- február 16.
  - Cameron McGlenn, amerikai arénafutball játékos († 2020)
  - Oskars Melbārdis, olimpiai és Európa-bajnok, világbajnoki bronzérmes lett bobos
- február 17. – Szirányi Bence, válogatott jégkorongozó
- február 18. – Hetényi Zoltán, válogatott jégkorongozó
- február 20. – Ki Bobe, dél-koreai olimpiai és világbajnok íjásznő
- február 21.
  - Jaime Ayoví, ecuadori válogatott labdarúgó
  - Damir Dugonjič, szlovén úszó
- február 22.
  - Jonathan Borlée, belga atléta
  - Kévin Borlée, világbajnoki ezüstérmes és Európa-bajnok belga atléta, olimpikon
  - Matthias de Zordo, olasz származású német gerelyhajító
- február 25.
  - Cseh Attila, magyar vízilabdázó
  - Csou Kaj, kínai tornász
- február 26. – Demetrius Andrade, amerikai ökölvívó
- február 27. – Gyömbér Gábor, magyar labdarúgó
- március 1. – Varga Dávid, magyar kenus
- március 2.
  - Vito Mannone, olasz labdarúgó
  - Matthew Mitcham, ausztrál műugró
- március 4. – Povázsai Zoltán, magyar úszó
- március 5. – Illja Olehovics Kvasa, ukrán műugró
- március 7. – Szűcs Gabriella, olimpiai és világbajnoki bronzérmes, Európa-bajnok magyar válogatott vízilabdázó
- március 8.
  - Juan Carlos García, hondurasi válogatott labdarúgó († 2018)
  - Vitali Sazonets, ukrán műkorcsolyázó
- március 9. – Martin Juhar, szlovák válogatott labdarúgó, hátvéd
- március 12. – Sebastian Brende, olimpiai, világ- és Európa-bajnok német kenus
- március 20. – Hszüe Zsuj-peng, kínai úszó
- március 21.
  - Lee Cattermole, angol labdarúgó
  - Ahmed Oszmanovics Csakajev, világbajnoki bronzérmes és Európa-bajnoki ezüstérmes orosz szabadfogású birkózó
- március 22.
  - Kelemen Tamás, magyar tornász, műugró
  - Tobias Sippel, német labdarúgó
- március 24. – Macumoto Acusi, Ázsia-bajnoki ezüstérmes és világbajnoki bronzérmes japán szabadfogású birkózó
- március 29.
  - Gatito Fernández, paraguayi válogatott labdarúgó, olimpikon
  - Jesús Molina, mexikói válogatott labdarúgó
- március 31.
  - Jesse Dudás, kanadai születésű magyar válogatott jégkorongozó
  - Jonathan Sabbatini, uruguayi labdarúgó
- április 8.
  - William Accambray, francia olimpiai, világ- és Európa-bajnok kézilabdázó
  - Vida Gergely, magyar labdarúgó
- április 14. – Kim Sinuk, dél-koreai válogatott labdarúgó
- április 15.
  - Galin Ivanov, bolgár válogatott labdarúgó
  - Andy Miele, amerikai válogatott jégkorongozó, olimpikon
- április 16.
  - Peter Liebers, német műkorcsolyázó
  - Simon Child, új-zélandi gyeplabdázó
  - Joe McKnight, amerikai amerikaifutball-játékos, running back († 2016)
- április 19. – Mutina Ágnes, magyar úszónő
- április 22. – Pedro Santos, portugál korosztályos válogatott labdarúgó
- április 23.
  - Victor Anichebe, nigériai labdarúgó
  - Tanaka Aszuna, japán válogatott labdarúgó
  - Shane Tusup, amerikai úszó, edző
- április 24. – Gonda László, magyar sakkozó, nemzetközi nagymester
- április 26. – Óscar Trejo, argentin labdarúgó
- április 27.
  - Thato Batshegi, botswanai ökölvívó
  - Damián Suárez, uruguayi válogatott labdarúgó
- április 29. – Jonathan Toews, olimpiai és világbajnok, Stanley-kupa-győztes kanadai jégkorongozó
- április 30.
  - Boros Dénes, sakkozó nemzetközi nagymester
  - O Hjeri, olimpiai és világbajnok dél-koreai taekwondózó
  - Jonas Crivella, világliga bronzérmes brazil válogatott vízilabdázó, olimpikon
- május 4.
  - Nycke Groot, holland válogatott kézilabdázó
  - Alekszandr Andrejevics Tyihonov, orosz úszó
- május 6. – Doreen Amata, nigériai atléta
- május 7. – Pavel Vlagyiszlavovics Szuhov, olimpiai ezüstérmes, világbajnoki bronzérmes és Európa-bajnok orosz párbajtőrvívó
- május 10. – Adam Lallana, angol válogatott labdarúgó
- május 11. – Marcel Kittel, német profi kerékpáros
- május 12. – Viktor Vasziljevics Tyihonov, orosz jégkorongozó
- május 13. – Isael da Silva Barbosa, brazil labdarúgó
- május 15.
  - Nedeljko Malić, bosnyák labdarúgó
  - Nemanja Nešić, Európa-bajnoki bronzérmes szerb evezős († 2012)
- május 17.
  - Frank Feltscher, svájci születésű venezuelai válogatott labdarúgó
  - Makszim Eduardovics Mamin, orosz jégkorongozó
- május 18. – Jevgenyij Vagyimovics Kurbatov, orosz jégkorongozó
- május 21. – Jonny Howson, angol labdarúgó
- május 24. – Artem Alekszejevics Anyiszimov, orosz jégkorongozó
- május 25. – Pavel Kaška, cseh műkorcsolyázó
- május 26. – Heidum Bernadett, magyar gyorskorcsolyázó
- május 27. – Szjarhej Leanyidavics Lahun, világbajnoki ezüstérmes belarusz súlyemelő († 2011)
- május 28.
  - Kazai Anita, magyar válogatott kézilabdázó
  - Carmen Jordá, spanyol autóversenyző
  - David Perron, Stanley-kupa-győztes kanadai jégkorongozó
  - Póti Krisztián, magyar labdarúgó
- május 30. – Chris Basham, angol labdarúgó
- június 1. – Alison Silva, brazil labdarúgó
- június 3. – Mariya Stadnik, világ- és Európa-bajnok ukrán származású azeri szabadfogású női birkózó
- június 5. – Ihor Jurijovics Litovka, ukrán labdarúgó
- június 6.
  - Ryan Brathwaite, barbadosi atléta
  - Varga József, magyar labdarúgó
  - Dani Rodríguez, spanyol labdarúgó
- június 7.
  - Jekatyerina Valerjevna Makarova, orosz hivatásos teniszezőnő
  - Marlos, brazil születésű ukrán válogatott labdarúgó
  - Philipp Tischendorf, német műkorcsolyázó
- június 15.
  - Hanna Folkesson, svéd női válogatott labdarúgó
  - Jennie Johansson, világ- és Európa-bajnok svéd úszónő, olimpikon
- június 20. – Bárkányi Arnold, magyar labdarúgó
- június 21. – Isaac Vorsah, ghánai válogatott labdarúgó
- június 22. – Emir Kujović, jugoszláv születésű svéd válogatott labdarúgó
- június 24. – Faldum Gábor, magyar triatlonversenyző
- június 28. – Nikolaj Mihajlov, bolgár labdarúgó
- július 3. – McLeod Bethel-Thompson, Grey-kupa-győztes amerikai amerikai és kanadaifutball-játékos
- július 5. – Samir Ujkani, jugoszláv születésű koszovói válogatott labdarúgó
- július 6. – Mathieu Bois, kanadai úszó
- július 8.
  - Jordan Burroughs, olimpiai bajnok és világbajnok amerikai szabadfogású birkóz
  - Hadzsi Madoka,  japán válogatott labdarúgó
  - Miki Roqué, spanyol labdarúgó († 2012)
- július 12.
  - Obinna Metu, nigériai futó
  - Pak Inbi, dél-koreai golfjátékos
  - Arimacsi Szaori, japán válogatott labdarúgó
- július 15.
  - Shkëlzen Gashi, svájci születésű, albán válogatott labdarúgó
  - Franco Jara, argentin válogatott labdarúgó
- július 19.
  - Michael Chrolenko, norvég műkorcsolyázó
  - Niko Mindegía, spanyol válogatott kézilabdázó
- július 20. – Stephen Strasburg, olimpiai bronzérmes, egyetemi világbajnok és World Series bajnok amerikai baseballjátékos
- július 22. – Dlusztus András, magyar labdarúgó
- július 23. – Benjamin Baier, német labdarúgó
- július 24.
  - Jobb Dávid, magyar jégkorongozó
  - Galanisz Nikandrosz, magyar válogatott jégkorongozó
  - Adrian Popa, román válogatott labdarúgó
- július 26. – Diego Perotti, argantin válogatott labdarúgó
- július 29. – Emberovics Míra, magyar kézilabdázó
- augusztus 2. – Filip Filipov, bolgár labdarúgó
- augusztus 3. – Fabio Scozzoli, olasz úszó
- augusztus 5. – Federica Pellegrini, olimpiai, világ- és Európa-bajnok olasz úszó
- augusztus 6. – Harri Pesonen, olimpiai és világbajnok finn válogatott jégkorongozó
- augusztus 8.
  - Hszü Ji-fan, kínai hivatásos teniszezőnő, olimpikon
  - Igor Alekszandrovics Szmolnyikov, orosz válogatott labdarúgó
- augusztus 9. – Mijuško Bojović, montenegrói válogatott labdarúgó
- augusztus 10. – Melquiades Alvarez, spanyol úszó
- augusztus 11.
  - Irfan Bachdim, indonéz válogatott labdarúgó
  - Paul Pârvulescu, román labdarúgó
  - Adrian Schultheiss, svéd műkorcsolyázó
- augusztus 12. – Vít Beneš, cseh labdarúgó
- augusztus 14. – Adama Diatta, szenegáli szabadfogású birkózó
- augusztus 18.
  - Julio Buffarini, argentin labdarúgó
  - Hara Nacumi, japán válogatott labdarúgó
- augusztus 19. – Gercsák Csaba, magyar úszó
- augusztus 20. – Marat Natfulovics Kalimulin, orosz jégkorongozó († 2011)
- augusztus 24.
  - Maximilian Reinelt, olimpiai- és világbajnok német evezős († 2019)
  - Verrasztó Dávid, magyar úszó
- augusztus 26. – Lars Stindl, német labdarúgó
- augusztus 31. – Vicente Gómez Umpiérrez, spanyol labdarúgó
- szeptember 1. – Tiberiu Negrean, román válogatott vízilabdázó, olimpikon
- szeptember 3. – Carla Suárez Navarro, spanyol hivatásos teniszezőnő
- szeptember 5.
  - Felipe Caicedo, ecuadori válogatott labdarúgó
  - Stephen Ahorlu, ghánai válogatott labdarúgó
- szeptember 8.
  - Adrián Bone, ecuadori válogatott labdarúgó
  - Patrick Hager, olimpiai ezüstérmes német válogatott jégkorongozó
  - Rie Kaneto, japán úszónő
- szeptember 10.
  - Bobby-Gaye Wilkins, jamaikai atléta
  - Lucas Pérez, spanyol labdarúgó
- szeptember 15. – Artem Szergejevics Gorgyev, orosz jégkorongozó
- szeptember 20.
  - Szergej Andrejevics Bobrovszkij, orosz jégkorongozó
  - Habib Abdulmanapovics Nurmagomedov, kaukázusi avar származású MMA harcművész
- szeptember 26.
  - Chris Archer, amerikai baseballjátékos
  - Kiira Korpi, finn műkorcsolyázó
  - Guillermo Molins, uruguayi születésű svéd válogatott labdarúgó
- szeptember 29. – Jannick Green, olimpiai bajnok dán válogatott kézilabdakapus
- október 1. – Joshua John, arubai származású holland labdarúgó
- október 3. – Josip Knežević, horváth labdarúgó
- október 5. – Mickey Renaud, kanadai jégkorongozó († 2008)
- október 6. – Viktor Vlagyimirovics Vaszin, orosz válogatott labdarúgó
- október 11.
  - Seamus Coleman, ír válogatott labdarúgó
  - Robert Eddins, amerikai amerikaifutball-játékos, linebacker († 2016)
- október 12. – Jules Cluzel, francia motorversenyző
- október 13. – Emrah Kuş, világbajnoki bronzérmes török kötöttfogású birkózó
- október 15. – Mesut Özil, U21-es Európa-bajnok, Európa-bajnoki bronzérmes és világbajnok német válogatott labdarúgó
- október 18.
  - Efe Ambrose, nigériai labdarúgó
  - Moris Pfeifhofer, svájci műkorcsolyázó
- október 21.
  - Jonathan Parr, norvég válogatott labdarúgó
  - Gonzalo Verdú, spanyol labdarúgó
- október 27. – Viktor Genev, bolgár labdarúgó
- október 28. – Federico Moretti, olasz labdarúgó
- október 29. – Florin Gardoș, román válogatott labdarúgó
- november 1. – Scott Arfield, Skóciában született kanadai válogatott labdarúgó
- november 2. – Mihajil Mihajlovics Milehin, orosz jégkorongozó
- november 3. – Igor Kovačević, szerb származású francia válogatott vízilabdázó
- november 4. – Prince Oniangué, francia születésű kongói válogatott labdarúgó
- november 5.
  - Yannick Borel, olimpiai, világ- és Európa-bajnok francia párbajtőrvívó
  - Oladapo Olufemi, nigériai labdarúgó
- november 6. – Kim Hjonu, olimpiai, világ- és Ázsia-bajnok dél-koreai birkózó
- november 7.
  - Olekszandr Dolhopolov, ukrán hivatásos teniszező
  - Georg Margreitter, osztrák labdarúgó
- november 11. – Kyle Naughton, angol labdarúgó
- november 18. – Alejandro Enrique Valdés Tobier, pánamerikai bajnok és világbajnoki bronzérmes kubai szabadfogású birkózó
- november 19.
  - Xavier Barachet, olimpiai, világ- és Európa-bajnok francia válogatott kézilabdázó
  - Szikora Melinda, kézilabdázó
  - William Vainqueur, francia labdarúgó
- november 25. – Nodar Kumaritasvili, grúz szánkós († 2010)
- november 26. – Hafþór Júlíus Björnsson, izlandi profi erősember, kosárlabdázó, színész
- november 27.
  - Boris Martinec, horvát műkorcsolyázó
  - Josip Gluhak, horvát műkorcsolyázó
- december 1. – Manuel Štrlek, olimpiai-és világbajnoki bronzérmes, Európa-bajnoki ezüstérmes horvát válogatott kézilabdázó
- december 5.
  - Ucugi Rumi, japán válogatott labdarúgó
  - Miralem Sulejmani, szerb válogatott labdarúgó
- december 6.
  - Adam Eaton, World Series bajnok amerikai baseballjátékos
  - Nakade Hikari, japán válogatott labdarúgó
  - Eric Oelschlägel, olimpiai ezüstérmes német labdarúgó csatár
- december 7. – Nathan Adrian, amerikai úszó
- december 8. – Viktorija Viktorovna Kalinyina, olimpiai bajnok orosz válogatott kézilabdakapus
- december 11. – Alia Atkinson, jamaikai úszónő
- december 13. – Aleksandra Cotti, olasz válogatott vízilabdázónő
- december 17.
  - Kitahara Kana, japán válogatott labdarúgó
  - Yann Sommer, svájci válogatott labdarúgó
- december 19. – Kavamura Mari, japán válogatott labdarúgó
- december 20. – Tomáš Pilík, cseh labdarúgó
- december 22. – Zeno Bertoli, Európa-bajnoki ezüstérmes, valamint kétszeres LEN-Európa-kupa győztes olasz válogatott vízilabdázó
- december 25. – Dele Adeleye, nigériai labdarúgó
- december 26.
  - Marija Jovanović, montenegrói válogatott kézilabdázó
  - Ogava Siho, japán válogatott labdarúgó
- december 27. – C.J. Sapong, amerikai válogatott labdarúgó
- december 29.
  - Gerard Gohou, elefántcsontparti labdarúgó
  - Szávay Ágnes, magyar teniszező
- december 30. – Erik Johansson, svéd válogatott labdarúgó

## Halálozások
- január 1.
  - Szató Hiroaki, japán válogatott labdarúgó, olimpikon (* 1932)
  - Sipos Anna, világbajnok magyar asztaliteniszező (* 1908)
- január 18.
  - Benedek Kálmán, motorversenyző, síugró (* 1925)
  - Hátszegi József, katonatiszt, olimpikon tőrvívó, edző (* 1904)
- február 11. – Palócz Endre, olimpiai bronzérmes, világbajnok magyar vívó (* 1911)
- február 20. – Bob O’Farrell, World Series bajnok amerikai baseballjátékos (* 1896)
- február 24. – Stanisław Pastecki, lengyel jégkorongozó, olimpikon (* 1907)
- február 28. – Alfred Frøkjær Jørgensen, olimpiai ezüstérmes dán tornász (* 1898)
- március 5. – Németh János, olimpiai és Európa-bajnok magyar válogatott vízilabdázó (* 1906)
- március 8. – Gordon Carpenter, olimpiai bajnok és világbajnoki ezüstérmes amerikai válogatott kosárlabdázó (* 1919)
- március 9. – Háray Béla, magyar gyeplabdázó és jégkorongozó, edző, olimpikon (* 1915)
- március 10. – Kristian Madsen, olimpiai ezüstérmes dán tornász (* 1893)
- március 16. – Mickey Thompson, amerikai autóversenyző (* 1928)
- március 21. – Edd Roush, World Series bajnok amerikai baseballjátékos, National Baseball Hall of Fame and Museum tag (* 1893)
- március 22. – André Saeys, belga válogatott labdarúgó (* 1911)
- március 31. – Németh Zoltán, Európa-bajnoki bronzérmes magyar röplabdázó, edző (* 1931)
- április 18. – Antonín Puč, világbajnoki ezüstérmes csehszlovák válogatott labdarúgó (* 1907)
- május 13. – John Garrison, olimpiai ezüstérmes és bronzérmes, világbajnok amerikai jégkorongozó, edző (* 1909)
- május 16. – Gereben Ernő, magyar-svájci nemzetközi sakkmester, sakkolimpiai bajnok (* 1907)
- június 8. – Milanovits Ilona, világbajnok magyar tornász (* 1932)
- június 23. – Glanzmann Ede, román válogatott labdarúgó, edző (* 1907)
- június 24. – Kesjár Csaba, magyar autóversenyző (* 1962)
- június 27. – Louis Versyp, belga válogatott labdarúgó, edző (* 1988)
- július 14. – Whitey Witt, World Series bajnok amerikai baseballjátékos (* 1895)
- július 24. – Elek Ilona, olimpiai, világ- és Európa-bajnok magyar vívó (* 1907)
- augusztus 1. – Bitskey Zoltán, Európa-bajnoki ezüstérmes magyar úszó, edző (* 1904)
- augusztus 14. – Enzo Ferrari, olasz versenyautó-tervező (* 1898)
- szeptember 3. – Sas Ferenc, világbajnoki ezüstérmes magyar labdarúgó (* 1915)
- október 7. – Bíró Sándor, világbajnoki ezüstérmes magyar labdarúgó (* 1911)
- október 8. – Titkos Pál, világbajnoki ezüstérmes magyar labdarúgó (* 1908)
- október 17. – Horváth György, világbajnok, olimpiai és Európa-bajnoki ezüstérmes magyar súlyemelő (* 1943)
- október 22. – Henry Armstrong, világbajnok amerikai ökölvívó (* 1912)
- november 12. – Klimek István, magyar nemzetiségű román válogatott labdarúgó (* 1913)
- november 27. – Victor Tait, Európa-bajnoki bronzérmes kanadai-brit válogatott jégkorongozó, olimpikon (* 1896)
- december 3. – Lakat Károly, magyar válogatott labdarúgó, olimpiai bajnok edző (* 1920)
- december 18. – Boros Ottó, olimpiai és Európa-bajnok magyar vízilabdázó (* 1929)